# PR誌
PR誌（ピーアールし）は、企業や各種団体などが、自社製品の販売促進や存在や主張の宣伝などを目的として発行する定期刊行物である。出版社が発行するものは、特に出版社PR誌と呼ばれる。

## 概要
書店等を通じて広く一般向けに販売（無料配布を含む）されるものもあれば、得意先等の限定された対象に送付されるものもあり、その価格や流通方法等は様々である。様々な業種の企業がPR誌を発行している。中でも出版社は、そもそも定期刊行物の発行が本業の一部であるため、そのノウハウを生かしてユニークなPR誌を発行している。また企業のPR誌は、刊行物の編集を専門に行う編集プロダクションや印刷会社、広告代理店が制作している場合も少なくない。

## 出版社PR誌
出版社PR誌は、書店店頭のレジ横に置かれていることが多く、1冊100円程度の定価が設定されていても無料で持ち帰ることができるものが大半であり、自社刊行物の宣伝や書籍に関する情報が掲載されているほか、人気作家の連載小説やエッセイなど読み応えのあるコンテンツが多い。
出版社のPR誌で最も歴史が古いのは、1897年3月創刊の『學の燈』（丸善）で、次いで1938年8月創刊の『図書』（岩波書店）がある。2006年には『本の時間』（毎日新聞社）、『本が好き!』（光文社）、『アスペクト』（アスペクト）、『asta*』（ポプラ社）などが創刊されている。著者のインタビューや対談記事など出版社PR誌でしか読めないコンテンツも多い。
『本の旅人』（KADOKAWA）で連載され大河ドラマの原作となった林真理子の『西郷どん!』、『星星峡』『PONTOON』（幻冬舎）で連載され直木賞・本屋大賞を受賞した恩田陸の『蜜蜂と遠雷』、『波』（新潮社）で連載されたブレイディみかこの『ぼくはイエローでホワイトで、ちょっとブルー』などの人気作も生み出したが、『本の旅人』（KADOKAWA）が2019年に休刊、『本』（講談社）が2000年に休刊となるなどPR誌の休刊も相次いでいる。

## 出版社PR誌一覧
（出版社名五十音順）

### 一社単独
- 朝日新聞社 『一冊の本』
- いのちのことば社『いのちのことば』
- 岩田書院『地方史情報』
- 岩波書店 『図書』
- 角川春樹事務所 『ランティエ』
- 関西学院大学出版会『理（コトワリ）』
- 紀伊國屋書店『scripta（スクリプタ）』
- 思文閣出版 『鴨東通信』
- 集英社 『青春と読書』
- 書肆侃侃房『ほんのひとさじ』
- 新潮社 『波』
- 世界思想社 『世界思想』
- 筑摩書房 『ちくま』
- 東京大学出版会 『UP』
- 同時代社 『同時代通信』
- 徳間書店 『読楽』
- 藤原書店『機』
- 平凡社 『月刊百科』
- ポプラ社 『asta*』
- 毎日新聞社 『本の時間』
- 丸善 『學鐙』
- ミネルヴァ書房『究（きわめる）』
- 未來社 『未来』
- 有斐閣 『書斎の窓』
- 吉川弘文館 『本郷』

電子媒体
- 幻冬舎 『PONTOON』
- 小学館 『本の窓』『きらら』

### 複数の出版社によるもの
- 『本のひろば：〈月刊〉キリスト教書評誌』（一般財団法人キリスト教文書センター）
- 『大学出版』（一般社団法人大学出版部協会）
- 『NR出版会新刊重版情報』（NR出版会事務局）
- 『歴史書通信』（歴史書懇話会）

### 休刊
- アートン 『あとん』
- アスペクト 『アスペクト』
- KADOKAWA 『本の旅人』
- 幻冬舎 『星星峡』
- 講談社 『IN★POCKET』『本』
- 光文社 『本が好き！』[4]
- 春秋社 『春秋』（1959年 - 2018年[5]）※「web 春秋：はるとあき」へ移行[6]
- 創文社『創文』（1962年 - 2016年）
- ダイヤモンド社 『経』
- 徳間書店 『本とも』
- 文藝春秋 『本の話』
- マガジンハウス 『ウフ．』
- みすず書房 『みすず』（1959年 - 2023年）

## その他のPR誌
- 大林組 『季刊大林』
- 一般財団法人キリスト教文書センター 『本のひろば』
- 資生堂『花椿』
- TOTO 『TOTO通信』[7]
- 日本ペイント 『可視光』
- 富士フイルムビジネスイノベーション 『グラフィケーション』
- 全国大学生活協同組合連合会『読書のいずみ』